# Выборы губернатора Мурманской области (2019)
Выборы губернатора Мурманской области состоялись в Мурманской области 8 сентября 2019 года в единый день голосования. Губернатор избирался сроком на 5 лет. Победу в первом туре одержал временно исполняющий обязанности губернатора Андрей Чибис.

## Предшествующие события
Предыдущие выборы губернатора Мурманской области прошли в 2014 году. На них с результатом 64,69% голосов победила Марина Ковтун, руководившая регионом с 2012 года.
21 марта 2019 года Ковтун подала в отставку. Президент РФ Владимир Путин назначил Андрея Чибиса временно исполняющим обязанности губернатора Мурманской области.
25 апреля 2019 года Мурманская областная дума приняла поправки в Закон Мурманской области «О выборах губернатора Мурманской области», благодаря которым была введена процедура самовыдвижения.

## Ключевые даты
- 4 июня 2019 года Мурманская областная дума назначила выборы на 8 сентября 2019 года (единый день голосования)[5].
- 5 июня 
  - опубликован расчёт числа подписей избирателей, необходимых для регистрации кандидата, выдвинутого в порядке самовыдвижения[6].
  - опубликован расчёт числа подписей депутатов, необходимых для регистрации кандидата[7].
- 7 июня постановление о назначении выборов было опубликовано.
- с 8 по 27 июня — период выдвижения кандидатов[8].
- агитационный период начинается со дня выдвижения кандидата и прекращается за одни сутки до дня голосования.
- с 9 по 24 июля — представление документов для регистрации кандидатов, к заявлениям должны прилагаться листы с подписями муниципальных депутатов[8].
- 7 сентября — день тишины.
- 8 сентября — день голосования.

## Выдвижение и регистрация кандидатов
В Мурманской области кандидаты могут выдвигаться политическими партиями, имеющими право участвовать в выборах, или в порядке самовыдвижения. Кандидаты, выдвинутые в порядке самовыдвижения, должны представить подписи 0,5 % избирателей, зарегистрированных на территории области (от 2954 до 3250 подписей).
Каждый кандидат при регистрации должен представить список из трёх человек, один из которых, в случае избрания кандидата, станет представителем правительства региона в Совете Федерации.

### Муниципальный фильтр
В Мурманской области кандидаты должны собрать подписи 7 % депутатов представительных органов муниципальных образований и (или) избранных на выборах глав муниципальных образований. Среди них должны быть подписи депутатов представительных органов районов и городских округов и (или) избранных на выборах глав районов и городских округов в количестве 7 % от их общего числа. Кроме того, кандидат должен получить подписи не менее чем в трёх четвертях районов и городских округов. По расчёту избиркома, каждый кандидат должен собрать от 37 до 39 подписей депутатов всех уровней и глав муниципальных образований, из которых от 23 до 25 — подписи депутатов представительных органов и (или) глав не менее чем 13 из 17 районов и округов.

## Кандидаты
| Кандидат             | Должность (на момент выдвижения)                                                                                                 | Субъект выдвижения    | Статус                                                                          | Кандидаты в Совет Федерации                               |
| -------------------- | --- | --------------------- | ------------------------------------------------------------------------------- | --------------------------------------------------------- |
| Михаил Антропов      | депутат Мурманской областной думы, председатель комитета по транспорту, дорожному хозяйству и информатизации                     | КПРФ                  | зарегистрирован                                                                 | Юрий Ваталин Юрий Евдокимов Павел Сажинов                 |
| Максим Белов         | депутат Мурманской областной думы, председатель комитета по экономической политике, энергетике и жилищно-коммунальному хозяйству | ЛДПР                  | зарегистрирован                                                                 | Владимир Антоненко Максим Кукушкин Дмитрий Боровков       |
| Николай Богатырёв    | генеральный директор АНО «Мурманский Спортивный Клуб „Ледокол“»                                                                  | Самовыдвижение        | снял кандидатуру                                                                |                                                           |
| Василий Буров        | директор ООО «Авангард» | Справедливая Россия   | зарегистрирован                                                                 | Александр Макаревич Владимир Соколов Елизавета Хрусталёва |
| Сергей Габриелян     | индивидуальный предприниматель                                                                                                   | Самовыдвижение        | отказано в регистрации (не представлены документы для выдвижения и регистрации) |                                                           |
| Кариб Гаджимагомедов | пенсионер | Самовыдвижение        | отказано в регистрации (не представлены документы для выдвижения и регистрации) |                                                           |
| Николай Дмитренко    | временно неработающий | Самовыдвижение        | отказано в регистрации (не представлены документы для регистрации)              |                                                           |
| Дмитрий Еминцев      | временно неработающий | Самовыдвижение        | отказано в регистрации (не представлены документы для регистрации)              |                                                           |
| Михаил Зуб           | пенсионер | Самовыдвижение        | отказано в регистрации (не представлены документы для регистрации)              |                                                           |
| Виталий Измайлов     | заместитель директора по связям с общественностью и средствами массовой информации Мурманского филиала АО «Управление отходами»  | Гражданская Платформа | зарегистрирован                                                                 | Елена Астапкович Евгений Магомаев Зурико Милорава         |
| Максим Кириленко     | генеральный директор ООО «Арктиктранском»                                                                                        | Самовыдвижение        | отказано в регистрации (не представлены документы для выдвижения и регистрации) |                                                           |
| Максим Соколов       | временно неработающий | Самовыдвижение        | отказано в регистрации (не представлены документы для регистрации)              |                                                           |
| Михаил Сухотин       | помощник депутата Мурманской областной думы                                                                                      | Альянс зелёных        | отказано в регистрации (не представлены документы для регистрации)              |                                                           |
| Геннадий Тупикин     | пенсионер | Партия пенсионеров    | зарегистрирован                                                                 | Николай Дмитренко Андрей Горельцев Дмитрий Чебыкин        |
| Андрей Чибис         | временно исполняющий обязанности губернатора Мурманской области                                                                  | Единая Россия         | зарегистрирован                                                                 | Константин Долгов Алексей Максимчук Марина Калмыкова      |

## Результаты
10 сентября Избирательная комиссия Мурманской области подвела окончательные результаты выборов. Губернатором избран Андрей Чибис. Инаугурация запланирована на 27 сентября.
| Место                                    | Место                                    | Кандидат                                 | Партия                                   | Голосов | %       |
| ---------------------------------------- | ---------------------------------------- | ---------------------------------------- | ---------------------------------------- | ------- | ------- |
|                                          | 1.                                       | Андрей Чибис                             | Единая Россия                            | 124 429 | 60,07 % |
|                                          | 2.                                       | Максим Белов                             | ЛДПР                                     | 37 842  | 18,27 % |
|                                          | 3.                                       | Михаил Антропов                          | КПРФ                                     | 23 576  | 11,38 % |
|                                          | 4.                                       | Василий Буров                            | Справедливая Россия                      | 6372    | 3,08 %  |
|                                          | 5.                                       | Геннадий Тупикин                         | Партия пенсионеров                       | 5386    | 2,60 %  |
|                                          | 6.                                       | Виталий Измайлов                         | Гражданская Платформа                    | 3463    | 1,67 %  |
|                                          |                                          |                                          |                                          |         |         |
| Действительных бюллетеней                | Действительных бюллетеней                | Действительных бюллетеней                | Действительных бюллетеней                | 201 068 | 97,07 % |
| Недействительных бюллетеней              | Недействительных бюллетеней              | Недействительных бюллетеней              | Недействительных бюллетеней              | 6062    | 2,93 %  |
| Всего                                    | Всего                                    | Всего                                    | Всего                                    | 207 130 | 100 %   |
|                                          |                                          |                                          |                                          |         |         |
| Число бюллетеней, выданных досрочно      | Число бюллетеней, выданных досрочно      | Число бюллетеней, выданных досрочно      | Число бюллетеней, выданных досрочно      | 807     | 0,39 %  |
| Число бюллетеней, выданных на участке    | Число бюллетеней, выданных на участке    | Число бюллетеней, выданных на участке    | Число бюллетеней, выданных на участке    | 202 856 | 97,84 % |
| Число бюллетеней, выданных вне помещения | Число бюллетеней, выданных вне помещения | Число бюллетеней, выданных вне помещения | Число бюллетеней, выданных вне помещения | 3676    | 1,77 %  |
|                                          |                                          |                                          |                                          |         |         |
| Явка                                     | Явка                                     | Явка                                     | Явка                                     | 207 339 | 35,83 % |
| Число избирателей                        | Число избирателей                        | Число избирателей                        | Число избирателей                        | 578 732 | 100 %   |